# Heather Pease
Heather Pease (Monterey (Califórnia), 29 de setembro de 1975) é uma ex-nadadora sincronizada estadunidense, campeã olímpica.

## Carreira
Heather Pease representou seu país nos Jogos Olímpicos de 1996 e 2000, ganhando a medalha de ouro por equipes, em 1996. Em 2000 ficou na quinta posição. 